# Campeonato Sergipano de Futebol de 2001 - Série A2
O Campeonato Sergipano de 2001 - Última Divisão foi a 11.ª edição desta competição futebolística organizada anualmente pela Federação Sergipana de Futebol (FSF).
O torneio foi disputado por oito equipes entre 12 de agosto a 7 de outubro, terminando como campeão o Guarany, de Porto da Folha, após vencer o Olímpico, de Itabaianinha, em seu estádio por 2–0 na grande decisão, garantindo o seu segundo título da história da competição. Ambos também garantiram uma vaga na primeira divisão de 2002.

## Formato e participantes
O formato da última divisão do Sergipão 2001 foi a segunte: na primeira fase, as oito equipes seriam divididas igualmente em dois grupos, "A" e "B", onde se enfrentariam em jogos de ida e volta, totalizando 6 rodadas, na qual as duas melhores de cada grupo avançaria à próxima fase. A partir das semifinais, o torneio adotaria o formato eliminatório, em turno único, até ser definido o campeão na decisão, além dos ambos finalistas garantirem o acesso à primeira divisão de 2002. Abaixo, as equipes participantes:
| Equipe              | Cidade         | Títulos            |
| ------------------- | -------------- | ------------------ |
| América de Propriá  | Propriá        | —                  |
| Cotinguiba          | Aracaju        | 1 (1993)           |
| Estanciano          | Estância       | 1 (1997)           |
| Guarany-SE          | Porto da Folha | 1 (1988)           |
| Olímpico            | Itabaianinha   | 2 (último em 1994) |
| Olímpico de Aracaju | Aracaju        | 2 (último em 1987) |
| Propriá             | Propriá        | 3 (último em 1995) |
| Riachuelo           | Riachuelo      | —                  |

## Resultados

### Primeira fase

#### Grupo A
|  |                     |  |        |  |                      |
|  | Vitória do Mandante |  | Empate |  | Vitória do Visitante |

|}

#### Rodadas na liderança e Lanterna
Em negrito, os clubes que mais permaneceram na liderança.
| Liderança  | Liderança   | Liderança   | Liderança   | Liderança   | Liderança   |
| ---------- | ----------- | ----------- | ----------- | ----------- | ----------- |
| 1          | 2           | 3           | 4           | 5           | 6           |
| OFC        | OLÍMPICO EC | OLÍMPICO EC | OLÍMPICO EC | OLÍMPICO EC | OLÍMPICO EC |
| Lanterna   |             |             |             |             |             |
| 1          | 2           | 3           | 4           | 5           | 6           |
| ESTANCIANO |             |             |             |             |             |

#### Jogos
| 12 de Agosto - 1ª Rodada   |       |             |                              |
| Estanciano                 | 0 – 3 | Olímpico FC | Vila Operária, Estância      |
| 29 de Agosto -             |       |             |                              |
| Cotinguiba                 | 0 – 2 | Olímpico EC | Estádio Batistão, Aracaju    |
| 18 de Agosto - 2ª Rodada   |       |             |                              |
| Cotinguiba                 | 0 – 0 | Olímpico FC | Estádio Batistão, Aracaju    |
| 19 de Agosto               |       |             |                              |
| Olímpico EC                | 2 – 0 | Estanciano  | Estádio Souzão, Itabaianinha |
| 26 de Agosto - 3ª Rodada   |       |             |                              |
| Olímpico FC                | 0 – 0 | Olímpico EC | Estádio Batistão, Aracaju    |
| Estanciano                 | 0 – 1 | Cotinguiba  | Vila Operária, Estância      |
| 2 de Setembro - 4ª Rodada  |       |             |                              |
| Olímpico EC                | 4 – 1 | Cotinguiba  | Estádio Souzão, Itabaianinha |
| Olímpico FC                | 2 – 0 | Estanciano  | Estádio Batistão, Aracaju    |
| 8 de Setembro - 5ª Rodada  |       |             |                              |
| Cotinguiba                 | 1 – 0 | Estanciano  | Estádio Batistão, Aracaju    |
| 9 de Setembro              |       |             |                              |
| Olímpico EC                | 3 – 1 | Olímpico FC | Estádio Souzão, Itabaianinha |
| 15 de Setembro - 6ª Rodada |       |             |                              |
| Olímpico FC                | 2 – 4 | Cotinguiba  | Estádio Batistão, Aracaju    |
| 16 de Setembro             |       |             |                              |
| Estanciano                 | 0 – 2 | Olímpico EC | Vila Operária, Estância      |

#### Grupo B
|  |                     |  |        |  |                      |
|  | Vitória do Mandante |  | Empate |  | Vitória do Visitante |

|}

#### Rodadas na liderança e Lanterna
Em negrito, os clubes que mais permaneceram na liderança.
| Liderança | Liderança | Liderança | Liderança | Liderança | Liderança |
| --------- | --------- | --------- | --------- | --------- | --------- |
| 1         | 2         | 3         | 4         | 5         | 6         |
| RIA       | AMÉRICA   | AMÉRICA   | AMÉRICA   | GUARANY   | GUARANY   |
| Lanterna  |           |           |           |           |           |
| 1         | 2         | 3         | 4         | 5         | 6         |
| PROPRIÁ   |           |           |           |           |           |

#### Jogos
| 12 de Agosto - 1ª Rodada   |       |                    |                              |
| América de Propriá         | 1 – 1 | Guarany-SE         | Durval Feitosa, Propriá      |
| Riachuelo                  | 4 – 0 | Propriá            | Francisco Leite, Riachuelo   |
| 19 de Agosto - 2ª Rodada   |       |                    |                              |
| América de Propriá         | 4 – 3 | Propriá            | Durval Feitosa, Propriá      |
| Guarany-SE                 | 2 – 0 | Riachuelo          | Caio Feitosa, Porto da Folha |
| 26 de Agosto - 3ª Rodada   |       |                    |                              |
| Riachuelo                  | 1 – 1 | América de Propriá | Francisco Leite, Riachuelo   |
| Propriá                    | 0 – 0 | Guarany-SE         | Constantino Tavares, Propriá |
| 2 de Setembro - 4ª Rodada  |       |                    |                              |
| Propriá                    | 1 – 1 | Riachuelo          | Constantino Tavares, Propriá |
| Guarany-SE                 | 1 – 1 | América de Propriá | Caio Feitosa, Porto da Folha |
| 9 de Setembro - 5ª Rodada  |       |                    |                              |
| América de Propriá         | 1 – 0 | Riachuelo          | Durval Feitosa, Propriá      |
| Guarany-SE                 | 5 – 1 | Propriá            | Caio Feitosa, Porto da Folha |
| 15 de Setembro - 6ª Rodada |       |                    |                              |
| Propriá                    | 1 – 1 | América de Propriá | Constantino Tavares, Propriá |
| 16 de Setembro             |       |                    |                              |
| Riachuelo                  | 1 – 4 | Guarany-SE         | Francisco Leite, Riachuelo   |

### Fase final
Em itálico, as equipes que jogaram pelo empate por ter melhor campanha e em negrito os times vencedores das partidas. Na final, não há vantagem de empate para nenhuma equipe.
|  | Semifinais         | Semifinais |   |  | Final      | Final |  |
|  |                    |            |   |  |            |       |  |
|  |                    |            |   |  |            |       |  |
|  | Guarany-SE         | 5          |   |  |            |       |  |
|  | Cotinguiba         | 4          |   |  |            |       |  |
|  |                    |            |   |  |            |       |  |
|  |                    |            |   |  |            |       |  |
|  |                    |            |   |  | Guarany-SE | 2     |  |
|  |                    | Olímpico   | 0 |  |            |       |  |
|  |                    |            |   |  |            |       |  |
|  |                    |            |   |  |            |       |  |
|  |                    |            |   |  |            |       |  |
|  |                    |            |   |  |            |       |  |
|  | Olímpico           | 0          |   |  |            |       |  |
|  | América de Propriá | 0          |   |  |            |       |  |

#### Semifinais
| 30 de setembro | Guarany-SE | 5 – 4 | Cotinguiba | Estádio Caio Feitosa, Porto da Folha |
|                |            |       |            | Árbitro: SE                          |

| 30 de setembro | Olímpico EC | 0 – 0 | América | Estádio Souzão, Itabaianinha |
|                |             |       |         | Árbitro: SE                  |

#### Final
Jogo Único
| 7 de outubro | Guarany-SE | 2 – 0 | Olímpico | Estádio Caio Feitosa, Porto da Folha |
|              |            |       |          |                                      |